# Phaminoth
Dans l'Égypte antique, Phaminoth qui signifie celui d'Amenhotep est le septième mois du calendrier nilotique (basé sur la crue du Nil) et le troisième mois de la saison de Peret.
Ce mois correspond à janvier-février.